# Patrick Zaniroli
Patrick Zaniroli (Courbevoie, 5 aprile 1950) è un ex pilota di rally francese, specializzato nei rally raid, vincitore di una Dakar.

## Biografia
Diventato campione di Francia rally nel 1975, ha partecipato alla 2ª edizione della Parigi-Dakar, prendendo successivamente parte ad altre 11 edizioni e collezionando tre secondi posti oltre alla vittoria del 1985.

## Palmarès
- Rally Dakar
  - 1 vittoria nelle auto (1985)

### Al Rally Dakar
| Anno | Categoria | Mezzo               | Pos. |
| ---- | --------- | ------------------- | ---- |
| 1980 | Auto      | Volkswagen Iltis    | 2º   |
| 1981 | Auto      | Volkswagen Iltis    | 6º   |
| 1982 | Auto      | Volkswagen Iltis    | 7º   |
| 1983 | Auto      | Volkswagen Iltis    | Rit. |
| 1984 | Auto      | Volkswagen Iltis    | 2º   |
| 1985 | Auto      | Mitsubishi Pajéro   | 1º   |
| 1986 | Auto      | Mitsubishi Pajéro   | 6º   |
| 1987 | Auto      | Range Rover         | 2º   |
| 1988 | Auto      | Range Rover Sojasun | Rit. |
| 1989 | Auto      | Range Rover         | Rit. |
| 1990 | Auto      | Range Rover         | Rit. |
| 1991 | Auto      | Mitsubishi Pajéro   | Rit. |

## Risultati nel WRC
| 1975 | Scuderia | Vettura         |  |  |  |  |     |  |  |  |  |  |  |  |  |  |  |  | Punti | Pos. |
| ---- | -------- | --------------- |  |  |  |  | --- |  |  |  |  |  |  |  |  |  |  |  | ----- | ---- |
| 1975 |          | Volkswagen 1300 |  |  |  |  | Rit |  |  |  |  |  |  |  |  |  |  |  | [ 2 ] |      |

| Legenda | 1º posto | 2º posto | 3º posto | A punti | Senza punti | Ritirato | Squalificato | NP=Non partito C=Gara cancellata | Apice=Power stage |